# Transport ferroviaire en France
En France, le transport ferroviaire est marqué par une nette prédominance du trafic voyageurs, tiré en particulier par la grande vitesse ferroviaire, par rapport au trafic fret.
La Société nationale des chemins de fer français (SNCF), qui bénéficie d'une situation de quasi-monopole dans l'exploitation de services sur le réseau ferré national géré par SNCF Réseau, est ainsi la deuxième entreprise ferroviaire européenne pour le transport de voyageurs et la cinquième mondiale avec 100,2 milliards de voyageurs-kilomètres en 2017, derrière les RZD (Russie), alors qu'elle n'est que la cinquième pour le fret, avec 32 milliards de tonnes-kilomètres en 2013 derrière les RZD (Russie), UZ (Ukraine), DB (Allemagne) et PKP (Pologne).
La première ligne de chemin de fer du pays a été construite en 1827, pour relier Saint-Étienne à Andrézieux. Le réseau a bénéficié d'un renouveau majeur depuis 1981 avec l'arrivée du TGV, dont le réseau a été progressivement étendu au cours des décennies qui ont suivi.
En 2017, le trafic voyageurs national s'élevait à 1,762 milliard de voyages par an, parmi lesquels 1,270 milliard sur le réseau SNCF et 493 millions sur les sections RATP du RER (réseau de transport en commun à gabarit ferroviaire qui dessert Paris et son agglomération).
Le réseau national et régional (TER) est complété par un nombre important de réseaux urbains qui continuent à croître rapidement. 6 villes françaises sont desservies par un métro (Lille, Lyon, Marseille, Paris, Rennes et Toulouse). 28 agglomérations sont également desservies par un réseau de tramway, parmi lesquels 20 ont été inaugurés au cours du XXIe siècle.
La part du fret ferroviaire a été réduite de moitié en 20 ans, pour ne plus représenter que 10 % en 2018. En 2021, avec une aide annuelle de 170 millions d’euros, le gouvernement prolonge la stratégie nationale d’un doublement de la part modale du fret ferroviaire d’ici à 2030. Il ne constitue que 9 % du transport intérieur de marchandises, tandis le fret routier en assure 90 %. Cet objectif figurait aussi dans les conclusions de la convention citoyenne pour le climat.

## Histoire

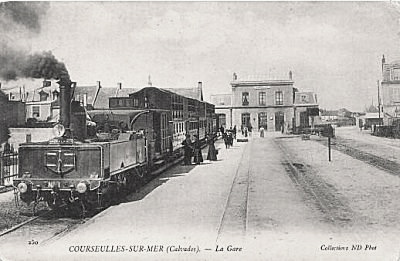
La gare de Courseulles-sur-Mer (Calvados) à la fin du XIXe siècle, située sur une ligne d'intérêt local fermée en 1950.

L'histoire des chemins de fer français débute au début du XIXe siècle. Elle consiste en sept grandes phases qui ont en commun une forte volonté politique de l'État dans les orientations choisies et les moyens mis en œuvre. Cependant, la France a longtemps possédé un important réseau secondaire, appartenant à des compagnies privées, à voies métriques et étroites.
La première ligne de chemin de fer en France a été concédée le 26 février 1823, par ordonnance du roi Louis XVIII ; il s'agit de la ligne de Saint-Étienne à Andrézieux (dans la Loire), longue de 23 kilomètres, concédée à perpétuité à MM. Beaunier et de Gallois pour le transport de houille. Cette ligne, fut mise en service le 30 juin 1827 et est donc la première d'Europe continentale ; la traction des wagons était réalisée par des chevaux. La ligne de Saint-Étienne à Lyon, d'une longueur de 58 kilomètres, est à son tour concédée le 7 juin 1826 aux frères Seguin ; la ligne fut ouverte de 1830 à 1832. Dès 1831, les voyageurs sont admis sur cette dernière ligne. C'est à cette date que commence le transport de voyageurs en France. Dès 1834, des voitures directes sont mises en service de Roanne à Lyon par Saint-Étienne soit plus de 140 km.

Le réseau ferroviaire en 1856, entièrement tourné vers Paris.

Mais pour promouvoir sérieusement le chemin de fer, il faut créer une ligne de transport de voyageurs au départ de la capitale. C'est chose faite le 24 août 1837, grâce aux frères Pereire, avec l'inauguration de la ligne Paris - Saint-Germain-en-Laye, d'une longueur de 19 kilomètres parcourus en 25 minutes et construite par l'ingénieur Eugène Flachat ; en 1839 et 1840, c'est au tour des lignes de Versailles-Rive-Droite et Versailles-Rive-Gauche d'ouvrir au public. Enfin, en 1838, Baptiste Alexis Victor Legrand trace le réseau grandes lignes en étoile centrée sur Paris, connu sous le nom d'étoile de Legrand, similaire au réseau routier du XVIIIe siècle, et qui influença fortement la géographie économique et sociale de la France. À noter que Legrand reprend pratiquement à l'identique le mémoire que Pierre Michel Moisson Desroches a envoyé à Napoléon en 1814.
Le 11 juin 1842, la loi relative à l'établissement des grandes lignes de chemins de fer ou « Charte » des chemins de fer, fixe le régime des chemins de fer en France et crée un modèle original de partenariat public-privé. L'État devient propriétaire des terrains choisis pour les tracés des voies et il finance la construction des infrastructures (ouvrages d'art et bâtiments). Il en concède l'usage à des compagnies qui construisent les superstructures (voies ferrées, installations), investissent dans le matériel roulant et disposent d'un monopole d'exploitation sur leurs lignes.
Le réseau se développe alors rapidement, en particulier à partir du Second Empire. Au milieu des années 1850, il est possible, depuis Paris, d'atteindre Bayonne, Toulouse, Clermont-Ferrand, Marseille, Bâle ou encore Dunkerque ; dix ans plus tard, le maillage du réseau a commencé, avec les premières lignes transversales. Peu à peu, les fusions et rachats successifs de compagnies donnent lieu au partage du réseau entre six grandes compagnies, celles du Nord, de l'Est, de l'Ouest, du Paris-Lyon-Méditerranée, du Paris-Orléans et du Midi, cette dernière étant la seule à ne pas desservir la capitale. Des réseaux d'intérêt local naissent parallèlement entre la fin du XIXe siècle et le début du XXe siècle, mais ferment leurs portes à partir des années 1930, victimes de leur lenteur et de la concurrence routière.

Le réseau ferroviaire d'intérêt général en 1930, soit son apogée en termes de longueur.

Le 31 août 1937, un décret-loi approuve la nationalisation des réseaux et la Convention concernant la constitution de la SNCF. Celle-ci est effective le 1er janvier 1938, avec le statut d’une société d'économie mixte dans laquelle l’État détient la majorité. Les concessions et les actifs (à l'exception du domaine privé) sont transférés à la société nouvellement créée. Pierre Guinand est nommé comme premier président de la SNCF. Le 1er janvier 1983, à l'expiration de la convention de 1937, le statut de la SNCF est transformé, et devient un établissement public à caractère industriel et commercial tout en gardant son sigle SNCF. Ces mesures s'insèrent dans le cadre de la loi d'orientation des transports intérieurs (LOTI) du 30 décembre 1982.
Alors que les services voyageurs de la SNCF stagnaient au cours des Trente Glorieuses face à la concurrence de l'automobile et de l'avion, le trafic est à nouveau en augmentation depuis les années 1980. Cette croissance est tout d'abord due à l'essor du réseau à grande vitesse depuis le lancement du TGV sur la ligne Paris-Lyon en 1981 ; elle est également due à la hausse du trafic régional (TER) depuis les premières signatures de conventions entre la SNCF et les régions à la fin des années 1990.
La fin des années 1990 et les années 2000 mettent en œuvre les réformes prévues par l'Union européenne, parmi lesquelles la séparation entre infrastructure et exploitation conduisant à la création de Réseau ferré de France (RFF) en 1997, et la séparation des activités de la SNCF : Grandes Lignes et Transport Public pour les voyageurs, le Fret, et l'Infrastructure, à qui RFF délègue l'exploitation et la maintenance du réseau. Une autre grande mesure devient réalité : la libéralisation du transport, avec la fin du monopole de la SNCF pour les marchandises en deux étapes en 2003 et 2006.
Une nouvelle réforme du système ferroviaire français est adoptée le 4 août 2014, elle prévoit la réunification de RFF et de la SNCF. Réseau ferré de France, SNCF Infra et la Direction de la circulation ferroviaire sont regroupés au sein de SNCF Réseau le 1er janvier 2015. Le reste de la SNCF, chargé de l'exploitation des trains de voyageurs et de marchandises, devient SNCF Mobilités. Ces deux établissements publics à caractère industriel et commercial (EPIC) sont chapeautés par un troisième EPIC nommé simplement SNCF.
Le 1er janvier 2020, la SNCF devient une société anonyme à capitaux publics.

## Le réseau ferroviaire national

### Architecture générale du réseau

Carte représentant les villes de France selon leur temps de parcours depuis Paris par le réseau SNCF, en juin 2015. Chaque couleur correspond à un intervalle d'une heure. Depuis 3 LGV ont ouvert en France.

Le réseau ferroviaire français a pour particularité d'être en grande partie centré sur Paris. La loi du 11 juin 1842, dont l'application a mené à la mise en place d'un réseau connu sous le nom d'étoile de Legrand, du nom du Directeur général des Ponts et Chaussées qui le traça, a en grande partie dessiné l'architecture que le réseau ferroviaire français conserve encore aujourd'hui. La loi, qui décidait de la construction de nombreuses lignes rayonnant de Paris, n'y ajoutait que deux lignes transversales, l'une reliant le Rhin à la Méditerranée, l'autre l'Atlantique à la Méditerranée.
Cette architecture se retrouve en grande partie aujourd'hui : les lignes majeures du réseau sont pour la plupart tournées vers Paris, alors que les lignes transversales disposant de l'équipement optimal sont rares. C'est ainsi que les 6 gares principales de Paris sont les 6 premières de France en termes de fréquentation.
Les principales lignes radiales du réseau classique sont :
- de la gare du Nord, celle se dirigeant vers Lille par Longueau, Arras et Douai (ligne de Paris-Nord à Lille) ; de cette dernière se détachent quatre radiales de moindre importance, la première à La Plaine vers Hirson par Soissons et Laon (ligne La Plaine - Hirson), la seconde à Creil vers Jeumont par Compiègne et Saint-Quentin (ligne de Creil à Jeumont), la troisième à Longueau vers Amiens et Boulogne-sur-Mer (ligne Longueau - Boulogne) et enfin la quatrième à Arras vers Béthune et Dunkerque (ligne Arras - Dunkerque) ;
- de la gare de l'Est, ligne Paris - Strasbourg par Châlons-en-Champagne et Nancy ; de celle-ci se détache à Noisy-le-Sec la ligne Paris - Mulhouse par Troyes, Chaumont et Belfort. Puis à Épernay se détache la ligne vers Reims (ligne Épernay - Reims) et à Lérouville la ligne conduisant à Metz (ligne Lérouville - Metz) ;
- de la gare de Lyon, celle se dirigeant vers Marseille par Dijon, Lyon et Avignon (ligne de Paris-Lyon à Marseille-Saint-Charles) : la « ligne impériale » peut être considérée comme la plus importante du réseau, à la fois par son trafic et par le fait qu'elle dispose soit d'un quadruplement des voies, soit d'un itinéraire « bis » sur la quasi-totalité de son parcours de Paris à Marseille[note 1]. De cette ligne se détachent la ligne Moret-les-Sablons - Lyon par Nevers, Saint-Germain-des-Fossés (empruntée jusqu'à cette dernière par les trains Paris - Clermont-Ferrand) et Saint-Étienne, la ligne Dijon - Lausanne par Frasne et la ligne de Mâcon à Ambérieu par Bourg ; cette dernière ligne rejoint la ligne Lyon - Genève dont se détache à Culoz la ligne de la Maurienne vers Chambéry, Modane et Turin. À Lyon s'amorce la ligne Lyon-Marseille par Grenoble, électrifiée jusqu'à cette dernière et qui dessert au-delà Veynes-Dévoluy et Aix-en-Provence ;

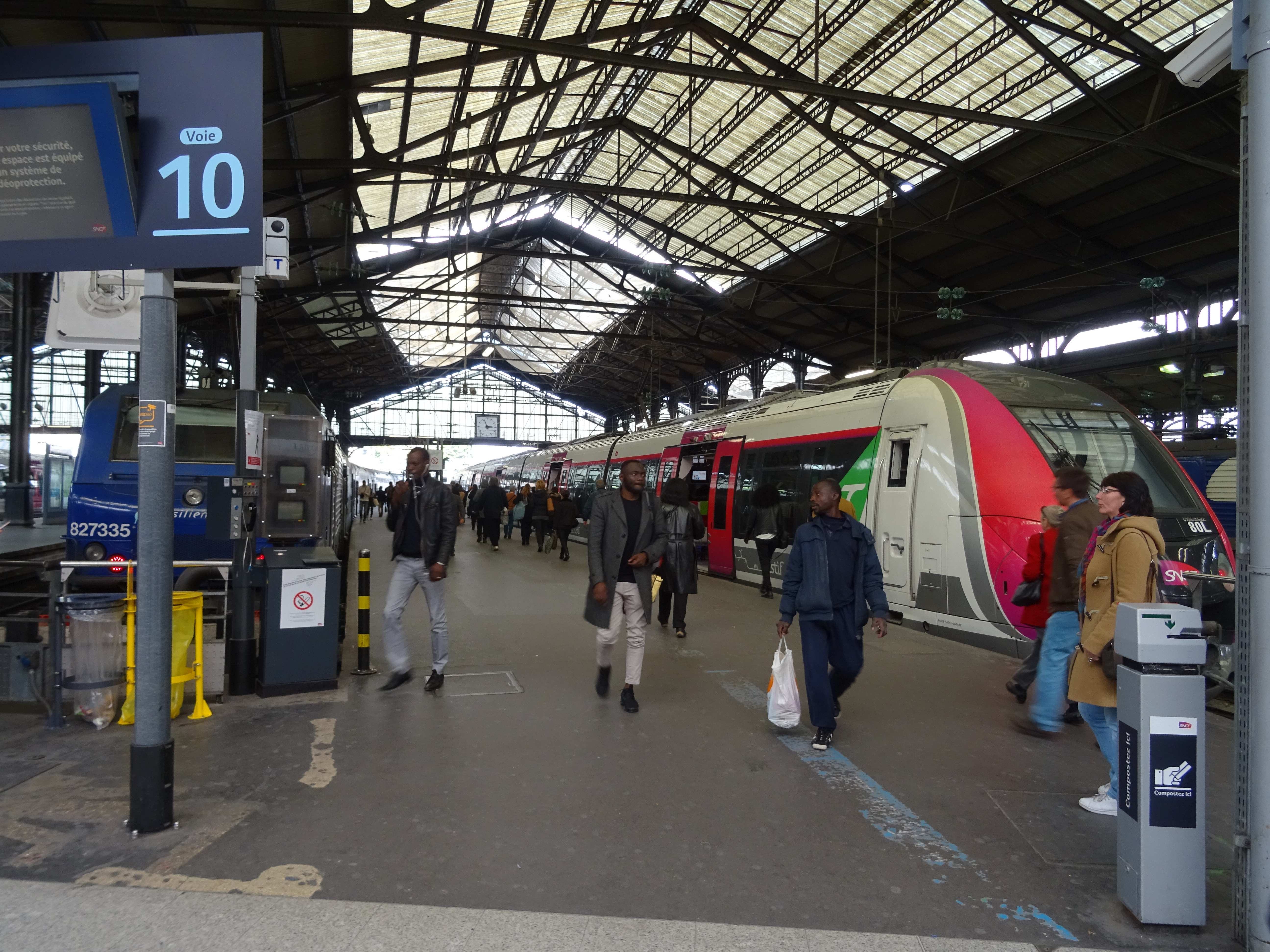
Deux trains Transilien à quai en gare de Paris-Saint-Lazare, en avril 2017.

- de la gare de Paris-Austerlitz, celle se dirigeant vers Bordeaux par Orléans, Tours et Poitiers (ligne Paris - Bordeaux) ; de celle-ci se détachent aux Aubrais - Orléans la ligne Les Aubrais - Montauban par Vierzon, la ligne de Vierzon à Bourges, et puis la ligne Châteauroux, Limoges, Brive-la-Gaillarde, Cahors et Toulouse puis, à Saint-Benoît, la ligne vers La Rochelle. À Bordeaux commence la ligne Bordeaux - Irun qui prolonge l'itinéraire depuis Paris jusqu'à Biarritz et la frontière espagnole et dont se détachent successivement les lignes Facture - Arcachon et Puyoô - Dax ;
- de la gare Montparnasse, celle se dirigeant vers Le Mans, Rennes, Saint-Brieuc et Brest et dont se détachent d'une part au Mans la ligne vers Angers (ligne Le Mans - Angers), partie de l'itinéraire Paris - Nantes, d'autre part la ligne vers Redon (ligne Rennes - Redon), partie de l'itinéraire Paris - Quimper. À ces lignes principales s'ajoute, depuis Rennes, la ligne vers Saint-Malo (ligne Rennes - Saint-Malo) ;
- de la gare Saint-Lazare enfin, celles divergeant à Mantes-la-Jolie et se dirigeant d'une part vers Rouen et Le Havre (ligne Paris - Le Havre), d'autre part vers Caen et Cherbourg (ligne de Mantes-la-Jolie à Cherbourg).

À ces radiales s'ajoutent quelques itinéraires transversaux importants qui empruntent chacun plusieurs lignes :
- la ligne Bordeaux - Toulouse - Narbonne - Tarascon - Marseille peut être considérée comme la plus importante ligne transversale du réseau. Elle est la seule grande ligne transversale de la moitié sud de la France à bénéficier de l'équipement optimal de bout en bout (double voie, électrification, block automatique lumineux (BAL) ou block automatique à permissivité restreinte (BAPR)). Son rôle a changé depuis l'arrivée du TGV, dans la mesure où les sections Bordeaux - Toulouse et Tarascon - Narbonne peuvent désormais être considérées comme des radiales ;
- la ligne Lyon - Strasbourg relie Lyon et la Méditerranée à l'Alsace et à l'Allemagne, via la Bourgogne et la Franche-Comté. Si elle a récemment été électrifiée de bout en bout (1995), la section à voie unique Mouchard - Saint-Amour diminue la capacité de cette ligne ;
- la ligne Luxembourg - Dijon, qui a connu son apogée à l'heure de la sidérurgie lorraine, n'en garde pas moins un rôle majeur, notamment sur sa section Nord entre Luxembourg, Thionville, Metz et Nancy, où la coexistence de flux massif régionaux, Grandes Lignes et de fret a obligé la SNCF à quadrupler certaines sections ;
- la ligne Lille - Thionville (transversale nord-est), la première grande ligne électrifiée en courant industriel 25 kV alternatif, a perdu une grande partie de son importance, autrefois liée à l'exploitation de la houille et à la sidérurgie des deux régions Nord-Pas-de-Calais et Lorraine ;
- les lignes Nantes - Bordeaux, Lyon - Bordeaux et Lyon - Nantes souffrent de la concurrence d'autres itinéraires plus rapides ou plus rentables pour les relations qu'elles assurent, que ce soit via Tours pour la première (pour bénéficier de l'électrification), via le sillon rhodanien et la ligne Tarascon - Bordeaux pour la seconde ou via la région parisienne en TGV pour la dernière, laquelle est toutefois en cours d'électrification ;
- enfin, la « grande ceinture du bassin parisien », reliant Rouen, Amiens, Tergnier, Laon, Reims, Châlons-en-Champagne, Saint-Dizier, Chaumont et Culmont - Chalindrey (sur la ligne Luxembourg - Dijon) n'a qu'un rôle assez marginal ; son équipement est très variable selon les sections (électrifiée entre Rouen et Amiens et entre Châlons et Saint-Dizier, équipée tantôt du block manuel (BM), tantôt du BAPR, tantôt du BAL), mais son électrification est prévue à long terme.

À cette trame de base s'ajoutent des lignes d'importance moyenne (ligne des Cévennes, Transversale pyrénéenne…), voire purement régionale (Alès - Bessèges, Blanc-Argent…).

### Équipement

#### Électrification

Carte de l'équipement du réseau ferroviaire français.
Autres versions de cette carte en moyen et grand formats.

Bien que la compagnie du Midi ait expérimenté et mis en œuvre sur ses lignes un système à courant alternatif sous une tension de 12 000 volts et fréquence 16 2/3 Hz, il demeure aujourd'hui sur le réseau national, deux systèmes d'électrification dominants :
- le système à courant continu sous une tension de 1 500 volts,
- le système à courant alternatif sous une tension de 25 000 volts.

Le premier est le système historique, mis en place selon les directives de l'État en 1920, qui équipe la plupart des lignes des réseaux Sud-Ouest et Sud-Est. L'électrification s'est d'abord développée dans le sud car il est plus facile d'y produire de l'hydroélectricité grâce au relief montagneux et que les principaux gisements de charbon se situaient dans la partie nord du pays.
Le second, expérimenté en 1950 sur l'« étoile de Savoie » (ligne d'Aix-les-Bains-Le Revard à Annemasse), puis développé à plus grande échelle sur la transversale Nord-Est entre Valenciennes et Thionville, est retenu pour la plupart des électrifications nouvelles et équipe notamment toutes les LGV. Néanmoins, jusque dans les années 1980, des électrifications ont été menées en 1 500 V continu dans le sud (rive droite du Rhône, Bordeaux - Montauban, Narbonne - Port-Bou) afin de ne pas multiplier les « frontières électriques » à une époque où les locomotives bicourant n'étaient pas encore majoritaires.
D'autres types de courants, comme le courant continu à tension de l'ordre de 750 à 850 V avec captage par troisième rail, sont encore en usage sur certaines lignes secondaires ainsi que pour les réseaux de métros et de tramways.
Aujourd'hui 80 % du trafic fret et 90 % du trafic voyageurs circulent sur les 15 164 km de lignes électrifiées. Hors quelques ilots de section à forts trafic encore en traction diesel, l'électrification des lignes ne peut donc plus se  justifier que pour assurer la continuité électrique ou pour des projets particuliers: itinéraire de contournement fret par exemple.

#### Signalisation et contrôle de vitesse
La signalisation ferroviaire française utilise plusieurs systèmes.
Sur les lignes à grande vitesse elle est embarquée en cabine et repose sur les systèmes TVM 300 et 430.
Sur les autres lignes elle se fait par des signaux lumineux implantés sur le bord de la voie qui dépendent du cantonnement (block manuel, block automatique lumineux, BAPR). Et enfin sur quelques lignes peu fréquentées on trouve encore une signalisation mécanique. La vitesse est contrôlée par le système KVB.
Avec l'uniformisation de la signalisation ferroviaire en Europe, Les LGV et certains axes importants de fret se verront dotés de la signalisation ETCS.

### Les LGV

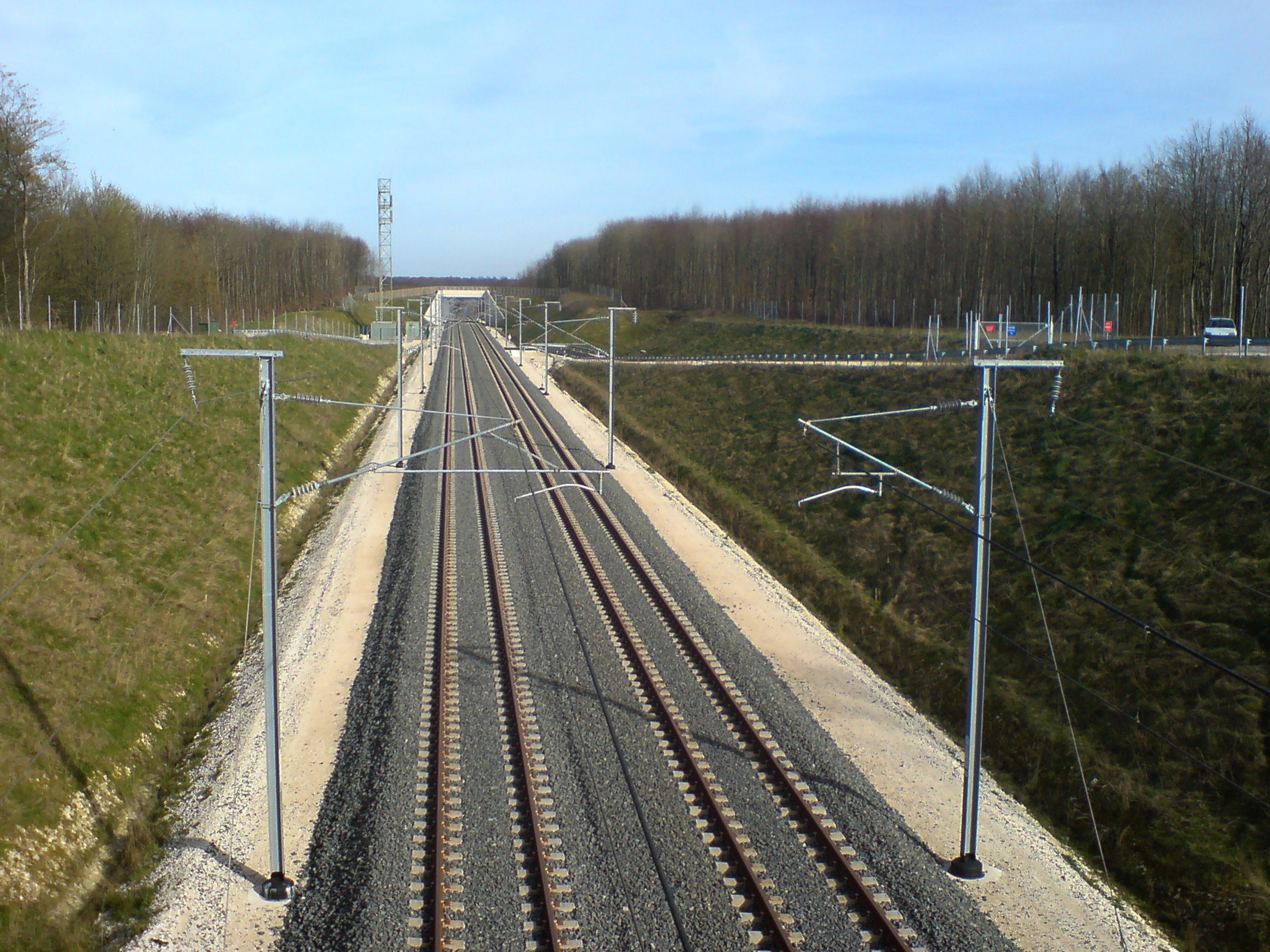
La LGV Est européenne

Dans le cadre du développement du réseau TGV, le réseau ferroviaire français a vu depuis une trentaine d'années la naissance d'un réseau de lignes à grande vitesse (LGV) spécialement conçues pour la circulation des trains à grande vitesse. Le TGV a en effet pour originalité par rapport à son aîné japonais le Shinkansen de pouvoir circuler à la fois sur des lignes dédiées et sur des lignes préexistantes partagées avec des services ferroviaires classiques.
La première LGV française est la LGV Sud-Est, qui relie depuis 1981 l'agglomération parisienne à celle de Lyon ; elle a été prolongée vers la Méditerranée entre 1992 et 2000 par les LGV Rhône-Alpes et LGV Méditerranée. En 1989-1990, c'est au tour de la LGV Atlantique de relier Paris aux agglomérations du Mans et de Tours, avec des services TGV qui continuent jusqu'aux principales villes de l'arc atlantique ; en 1993, la LGV Nord relie l'agglomération parisienne à Lille et au tunnel sous la Manche, avant qu'une antenne vers Bruxelles soit ouverte en 1997. Enfin, l'ouverture d'une ligne dite d'interconnexion en Île-de-France entre 1994 et 1996, celle de la LGV Est européenne/1ère Phase reliant depuis le 10 juin 2007 de Vaires-sur-Marne à Baudrecourt, et celle de la LGV Rhin-Rhône en service commercial depuis le 11 décembre 2011, ont abouti au réseau français de LGV d'aujourd'hui. D'autres lignes sont en construction comme : la LGV Sud Europe Atlantique (reliant Paris à Bordeaux en juillet 2017 en 2 h 05), la LGV Bretagne - Pays de la Loire (reliant Paris à Rennes en mai 2017 en un temps de 1 h 30), La LGV Est européenne/2nde Phase mise en service en 2016 de Baudrecourt à Vendenheim et qui met Paris à seulement 1 h 48 de Strasbourg. D'autres sont en projet mais ne sont pas financées.
Dès l'origine, ces lignes se sont distinguées du réseau classique par de nombreuses particularités. Si le rayon des courbes est généralement très élevé, le profil peut en revanche être comparable à celle d'une ligne de montagne (la LGV Sud-Est admet des rampes de 35 ‰), ce qui est rendu possible par l'ouverture de ces lignes aux seuls trains de voyageurs et par la puissance du TGV. De plus, ces lignes sont équipées d'un système de signalisation en cabine appelé transmission voie-machine (TVM), le temps de présence d'un signal latéral dans le champ de vision du conducteur devenant insuffisant dès lors que le train roule à grande vitesse. Ces caractéristiques, auxquelles s'ajoutent l'utilisation de rails, de traverses et de caténaires plus performantes, expliquent le prix élevé de ces lignes, estimé en 2007 à 1,7 milliard d'euros pour cent kilomètres en moyenne.

### Les gares
Sur le réseau ferré français, il existe de nombreuses gares, haltes, ou simples arrêts.
Les gares voyageurs gérées par la SNCF sont classées en cinq catégories:
- Type 1 : 33 très grandes gares pour 656 millions de voyageurs annuels ;
- Type 2 : 89 grandes gares, 325 millions de voyageurs ;
- Type 3 : 244 gares moyennes, 690 millions de voyageurs ;
- Type 4 : 968 petites gares, 249 millions de voyageurs ;
- Type 5 : 1 717 haltes, 32 millions de voyageurs.

Au 1er janvier 2009, la SNCF gérait 3 054 gares. Les 168 plus grandes d'entre elles (dite gares grandes lignes) sont sous la responsabilité de la direction des Gares et de l'Escale (DDGE). Les autres sont gérées par la branche Proximités : 2 506 gares TER et 380 gares Transilien.
Il existe aussi des gares qui ne dépendent pas de la SNCF. Outre les 67 gares RER de la RATP, on peut mentionner par exemple les 50 gares et haltes de la ligne de Nice à Digne gérée par les chemins de fer de Provence ou la gare d'Audun-le-Tiche par les chemins de fer luxembourgeois.

## Le matériel roulant

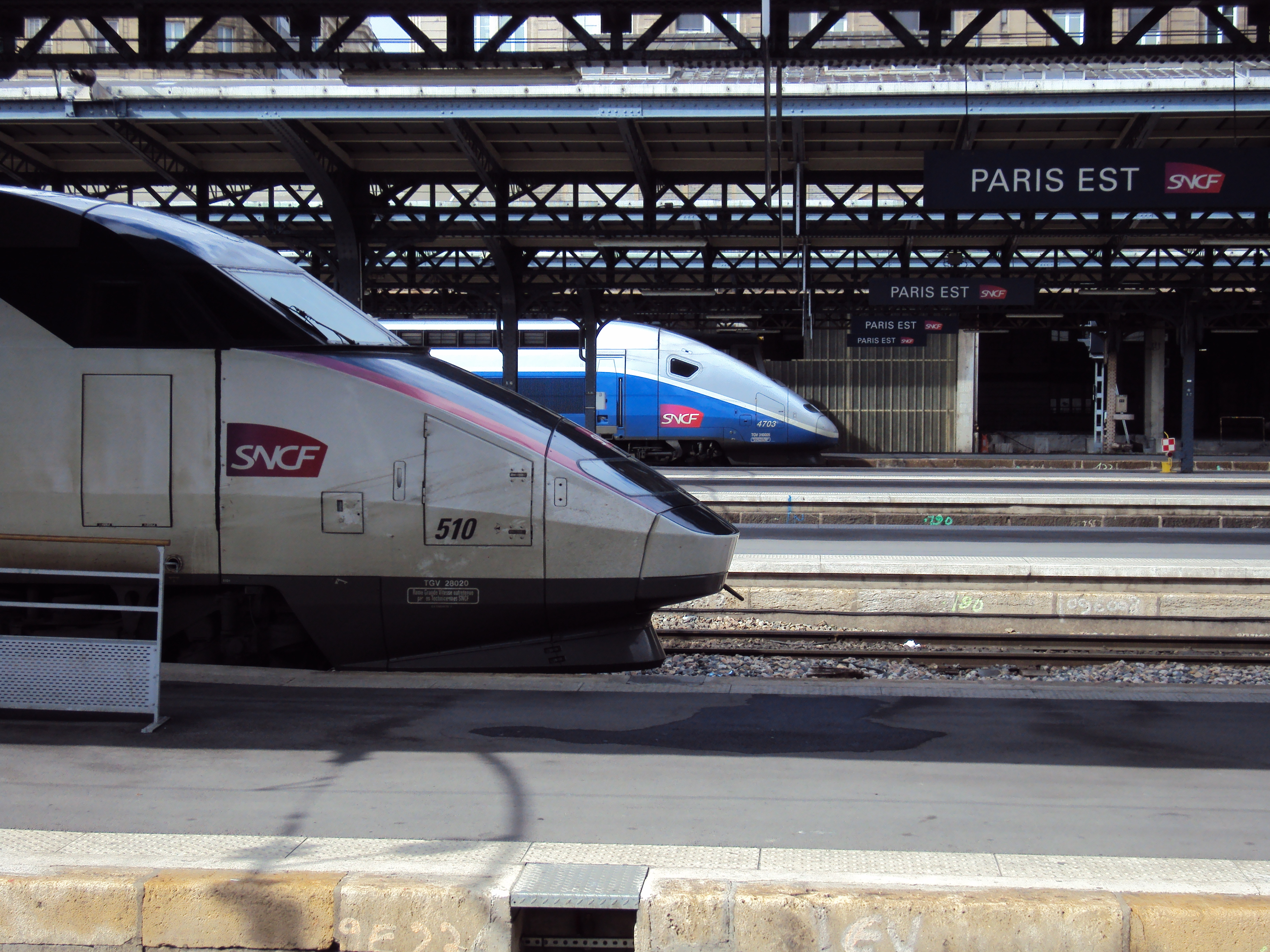
Un TGV Réseau et un TGV 2N2 dit Euroduplex, en gare de Paris-Est en 2013.

Le matériel roulant ferroviaire ayant une durée de vie moyenne de trente à quarante ans, le parc actuel de la SNCF a une très grande variété, qui tend néanmoins à diminuer, par un effort global de standardisation.
Au matériel de la SNCF, il faut ajouter le matériel des nouvelles entreprises fret, et des compagnies étrangères pénétrant en France.
On notera enfin que dans le domaine du fret, de nombreux wagons sont propriétés d'entreprises variées, généralement des prestataires spécifiques tels que Gefco ou SGW ou directement des chargeurs.

### Le matériel des filiales de la SNCF
Les entreprises Lyria, Thalys, Eurostar, font circuler des versions réservées à l'international du TGV entre la France et l'Allemagne, la Suisse, la Belgique, le Royaume-Uni, les Pays-Bas.

### Le matériel des autres entreprises
Divers trains de nuit, allemands, espagnols et italiens principalement.

## Les services voyageurs

### Les services voyageurs internationaux
Si les trains Trans-Europ-Express (TEE) ont disparu dans les années 1980, victimes de la concurrence aérienne, la mise en place de services internationaux par rames TGV a permis au chemin de fer de conquérir d'importantes parts de marché sur certains parcours internationaux depuis la France. Les trains de nuit internationaux, ont été remis en marche par le gouvernement Castex.
Les services voyageurs reliant la France à ses voisines européennes sont pour une grande partie d'entre eux assurés par la SNCF, ou par des groupements associant la SNCF. Il s'agit de :
- Eurostar vers Londres (TGV) ;
- Alleo vers l'Allemagne à destination de Francfort-sur-le-Main, Stuttgart, Munich, Sarrebruck, Karlsruhe, Mannheim (TGV et ICE) ;
- Thalys vers la Belgique, les Pays-Bas et l'Allemagne (Cologne) (TGV) ;
- Lyria vers la Suisse (TGV) ;
- TGV vers l'Italie, l'Espagne et Luxembourg.

Aussi, il y a des services locaux transfrontalières. Les intercités Belges SNCB atteignent Lille et Aulnoye, mais sont classés comme TER en France.
Les TGV TMST (pour TransMancheSuperTrain) de la compagnie Eurostar relient la gare de Saint-Pancras à Londres à Paris en 2 h 15, à Lille en 1 h 20 ; les TGV PBA et PBKA de la compagnie Thalys relient quant à eux Paris à Bruxelles, Cologne et Amsterdam en respectivement 1 h 22, 3 h 18 et 3 h 13. C'est ainsi qu'Eurostar a une part de marché supérieure à 70 % entre Paris et Londres et que Thalys n'a désormais plus de concurrence aérienne sur le trajet Paris - Bruxelles.

### Le service «Grandes lignes»

Carte des lignes radiales des réseaux Grandes lignes et Intercités de la SNCF, par service, avant 2010.
Cliquez sur la carte pour l'agrandir et voir la légende.

À la suite de la répartition par activités, la SNCF a souhaité séparer ses activités les plus rentables des services déficitaires. Cette partition, effective début 2005, a abouti à la création des activités « Voyages France Europe » (VFE) comprenant les trains internationaux, les TGV.

#### Les TGV
Hormis 7 demi-rames de TGV spécifiquement aménagées pour le transport du courrier et qui étaient utilisées par La Poste entre Paris et Cavaillon (Vaucluse), les TGV assurent exclusivement le transport de voyageurs. Lorsqu'ils circulent en France, ils sont exploités par la SNCF. Lorsque le TGV circule entre la France et un autre pays, il est alors exploité seul (vers l'Espagne et l'Italie) ou avec des partenaires de la SNCF : Eurostar, Thalys, Alleo ou Lyria.

#### Le service Intercités
En France, Intercités (IC, ex-Corail Intercités) est la marque créée par la SNCF en janvier 2006, pour valoriser les trains de moyenne distance, utilisant des voitures Corail rénovées par la SNCF ou les régions, selon les lignes. Cette marque ne peut être confondue ni avec les rapides Inter-City des Chemins de fer britanniques (créateurs du nom) ni avec les IC allemands (Intercity, rapides classiques inter-villes) ni, bien sûr, avec les ICE, c'est-à-dire les InterCityExpress, trains à grande vitesse allemands qui relient les métropoles germaniques.

##### Les Téoz
Les Téoz sont entrés en service en 2003. Ils ne circulent que sur trois lignes en France. Contrairement aux autres Corails, il est nécessaire de réserver sa place et le prix du voyage est un peu plus élevé que dans un train ordinaire car les Téoz offrent soi-disant plus de confort et de service aux voyageurs. De plus, ils ne s'arrêtent que dans peu de gares par rapport aux trains Corail classiques. Les lignes concernées sont Paris - Moulins - Clermont-Ferrand, Paris - Limoges - Toulouse et Bordeaux - Toulouse - Marseille.

##### Les Lunéa
La marque "Lunéa", lancée par la SNCF fin 2004, rassemble l'ensemble des trains de nuit intérieurs, à l'exception de ceux assurés par TGV ainsi que quelques trains spéciaux. Il reste seulement les relations Paris – Briançon, Paris – Rodez, Paris – Toulouse – Latour-de-Carol et Paris – Montauban – Toulouse (– Perpignan – Portbou). Ces trains offrent trois types de confort, des salles munies de sièges inclinables ainsi que des compartiments couchettes de 2nde classe (6 personnes) et de 1re classe (4 personnes). Il n'existe plus de wagons-lits.
En mai 2010 la SNCF a lancé une nouvelle desserte à bas prix nommée Téoz Eco et qui a la particularité d'utiliser les trains de nuit pour des trajets de jour.

### Les trains régionaux
L'ancienne Direction des Transports Publics, Régionaux et Locaux (DTPRL) de la SNCF, renommée SNCF Proximités, regroupe les activités régionales TER et Transilien pour l'Île-de-France.

### Billettique
Sur le réseau TGV et Intercités, le système de réservation rappelle celui des avions : un billet est valable pour un seul train et une seule place assise. Le prix est variable en fonction du trajet, de la classe, de la demande en voyageurs sur le train et des abonnements ou cartes de réductions.
Dans les TER, le prix ne varie qu'en fonction du trajet. Le billet indique un train spécifique, mais on peut utiliser ce billet sur n'importe quel train dans la semaine qui suit, à condition de ne l'utiliser qu'une seule fois. Certaines régions proposent des programmes d'abonnement (OùRa en Rhône-Alpes, Carte Zou! en PACA...) qui permettent de voyager moins cher ou en illimité sur tout le réseau. Certains programmes permettent aussi de prendre les transports urbains de certaines agglomérations.
Sur le réseau RER et Transilien, un billet se présente sous la forme d'un ticket de métro valable pour un trajet, utilisable sur n'importe quel train. Différents tarifs d'abonnements sont proposés, sur un système de zones.

### Confort et classes
À l'origine, il existait trois classes, la 3e classe ayant disparu à partir du mois de mai 1956. Il n'y a alors plus qu'une première classe disposant de compartiments à six places et une seconde classe, les voitures de troisième classe devenant des voitures de seconde.
1re et 2e classes sont présentes dans la majorité des trains, mais sur les transiliens (banlieue parisienne) et certains trains express régionaux, circulent des trains à classe unique (2nde). Il a aussi existé dans le passé des trains exclusivement de 1re classe, comme les Trans-Europ-Express.
La principale différence entre 1re et 2e était moindre sur les trains grandes lignes (un petit peu plus de place, 3 sièges par rangée au lieu de 4). Avec les nouveaux TGV par Christian Lacroix et Téoz présente également un avantage très attendu, des prises électriques à la place en 1re et dans certains espaces en 2e. Avec la multiplication des tarifs Prem's, la 1re devient de plus en plus accessible, sur le plan économique.

## Trafic

### Trafic voyageurs
Le tableau et le graphique ci-dessous rassemblent les données du trafic de voyageurs depuis les débuts du transport ferroviaire en France. Le trafic est exprimé en termes de volume de transport, tenant compte à la fois du nombre de voyageurs et de la distance qu'ils parcourent. Les chiffres du tableau et du graphique sont donnés en milliards de voyageurs-kilomètres.
| Année | Volume |
| ----- | ------ |
| 1845  | 0,25   |
| 1850  | 0,74   |
| 1855  | 1,82   |
| 1860  | 2,52   |
| 1865  | 3,33   |
| 1870  | 4,26   |
| 1875  | 4,76   |
| 1880  | 5,84   |
| 1885  | 7,0    |
| 1890  | 7,9    |
| 1895  | 10,6   |
| 1900  | 14,0   |

| Année | Volume |
| ----- | ------ |
| 1905  | 14,1   |
| 1910  | 16,8   |
| 1914  | 13,7   |
| 1919  | 20,2   |
| 1925  | 29,8   |
| 1930  | 29,2   |
| 1935  | 22,6   |
| 1939  | 20,5   |
| 1945  | 26,1   |
| 1950  | 26,4   |
| 1955  | 27,8   |
| 1960  | 32,0   |

| Année | Volume |
| ----- | ------ |
| 1965  | 38,3   |
| 1970  | 41,0   |
| 1975  | 50,7   |
| 1980  | 54,7   |
| 1985  | 62,1   |
| 1990  | 64,0   |
| 1995  | 55,6   |
| 2000  | 69,9   |
| 2005  | 76,9   |
| 2010  | 86,0   |
| 2015  | 87,8   |
| 2019  | 94,3   |

La France est en 2017 le premier pays européen en ce qui concerne le trafic ferroviaire de voyageurs, au coude-à-coude avec l'Allemagne et devant le Royaume-Uni et l'Italie.
Le train est progressivement confirmé comme l'un des principaux moyens de départs en vacances et de manière générale, de déplacements sur la période estivale ; en 2023, le record de fréquentation de l'histoire du train en France est battu avec la vente de 24 millions de billets sur les lignes ferroviaires Intercités, TGV et Ouigo (22 millions vendus à l'été 2022).
| Modèle:PortGraph |

### Trafic fret
De la même manière que pour le trafic voyageurs, les données historiques du transport ferroviaire de marchandises en France sont rassemblées dans le tableau et le graphique ci-dessous, en milliards de tonnes-kilomètres.
Le graphique qui aurait dû être présenté ici ne peut pas être affiché car il utilise l'ancienne extension Graph, désactivée pour des questions de sécurité. Des indications pour créer un nouveau graphique avec la nouvelle extension Chart sont disponibles ici.

| Année | Volume |
| ----- | ------ |
| 1845  | 0,1    |
| 1850  | 0,4    |
| 1855  | 1,5    |
| 1860  | 3,1    |
| 1865  | 5,1    |
| 1870  | 5,1    |
| 1875  | 8,0    |
| 1880  | 10,2   |
| 1885  | 9,5    |
| 1890  | 11,6   |
| 1895  | 12,5   |
| 1900  | 16,0   |

| Année | Volume |
| ----- | ------ |
| 1905  | 17,4   |
| 1910  | 21,5   |
| 1914  | 17,8   |
| 1919  | 20,7   |
| 1925  | 37,1   |
| 1930  | 40,9   |
| 1935  | 27,1   |
| 1939  | 29,3   |
| 1945  | 17,8   |
| 1950  | 38,9   |
| 1955  | 46,8   |
| 1960  | 56,9   |

| Année | Volume |
| ----- | ------ |
| 1965  | 61,8   |
| 1970  | 67,6   |
| 1975  | 61,3   |
| 1980  | 66,4   |
| 1985  | 55,8   |
| 1990  | 51,5   |
| 1995  | 49,2   |
| 2000  | 55,4   |
| 2005  | 40,7   |
| 2010  | 22,8   |
| 2015  | 19,9   |
| 2019  | 16,7   |

## Les transports urbains et suburbains

Carte des agglomérations françaises disposant d'un réseau ferroviaire urbain.
Légende :
Point noir : réseau de métro.
Point marron : réseau de métro léger (VAL).
Point vert : autre réseau de métro léger.
Point bleu : réseau de tramway.
Un cercle vide correspond à un réseau en construction ou en projet.
L'aire des points est proportionnelle à la longueur du réseau.
La carte n'est pas à jour. Les tramways d'Angers, Brest, Reims et Tours ont notamment été construits, le projet de celui de Toulon a été abandonné et d'autres projets ont été élaborés.

Ils comprennent les réseaux de métros, de tramways des grandes villes et de nombreuses lignes assurant des services suburbains, qui sont toutefois partie intégrante du réseau ferré national et exploitées par la SNCF.

### Le métro
En France, le métro de Paris domine en nombre de lignes, de kilomètres de voies et de passagers transportés, représentant à lui seul 63 % de la longueur totale des lignes du pays[réf. nécessaire]. Ouvert à partir de 1900, il a été le seul réseau en activité jusqu'en 1974, date d'ouverture de la première ligne du métro de Lyon, suivie de peu par le réseau de Marseille en 1977.
Les nouveaux réseaux restent encore assez embryonnaires et font de plus en plus appel au métro automatique de type Véhicule automatique léger (VAL), mis au point par Matra Transport (aujourd'hui Siemens Transportation Systems). C'est le cas du réseau de Lille, le premier au monde à utiliser cette technologie en 1983, mais aussi de ceux de Toulouse et Rennes ; les deux aéroports parisiens sont eux aussi équipés : Orlyval (1 ligne) et CDGVAL (2 lignes indépendantes). À noter qu'en plus des réseaux de VAL, il existe trois autres lignes de métro automatique parmi les réseaux antérieurs, les lignes 1, 4 et 14 du métro de Paris et la ligne D du métro de Lyon.
Des projets d'automatisation intégrale de ligne existante de métro sont aussi en cours à Lyon (ligne B) et à Marseille (lignes 1 et 2).

### Le tramway

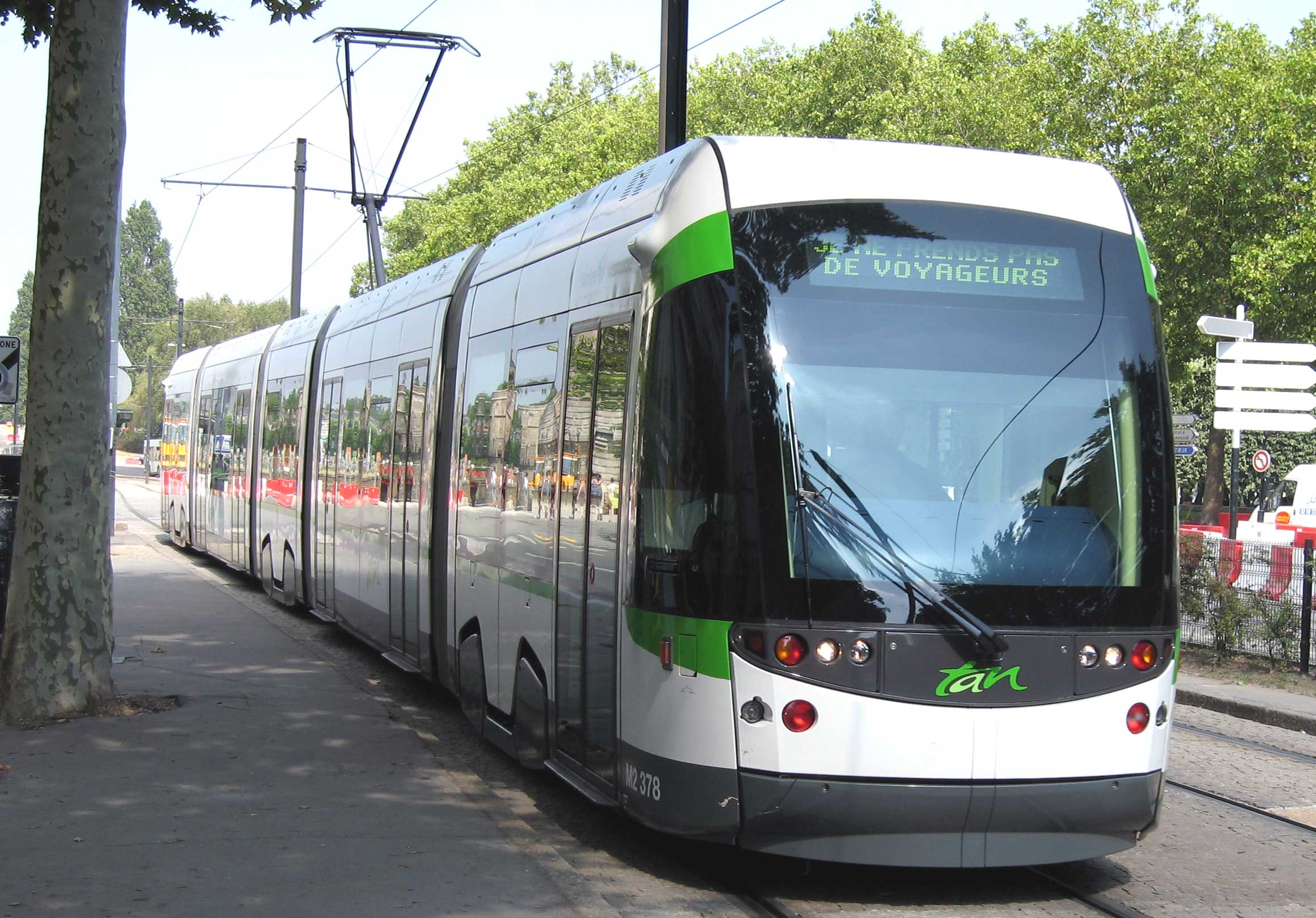
Le tramway de Nantes, le premier réseau moderne ouvert en 1985.

Il s'agit historiquement du premier moyen de transport ferroviaire urbain en France. Des réseaux de tramway se sont développés dans de nombreuses agglomérations au cours de la deuxième moitié du XIXe siècle et jusqu'aux premières années du XXe siècle.
Ces réseaux disparaissent cependant dans leur quasi-totalité à partir des années 1930 et surtout de l'après-guerre, au profit des automobiles. Le dernier tramway roule à Paris en 1937. Seuls les réseaux de Lille - Roubaix - Tourcoing, Marseille et Saint-Étienne se maintiennent, mais avec seulement une ligne chacun.
Un nouvel intérêt pour le tramway, dû à la congestion des centres-villes et aux chocs pétroliers, naît dans les années 1970. Le concours Cavaillé, lancé en 1975 par le secrétaire d'État aux Transports du même nom, vise à concevoir un tramway moderne, destiné à équiper huit villes de France. C'est pourtant Nantes, qui ne faisait pas partie des huit villes sélectionnées, qui sera la première à mettre en service en 1985 une ligne de tramway moderne. Depuis, ce mode de transport s'est développé, jusqu'à équiper aujourd'hui vingt-six agglomérations françaises, sans compter les réseaux étrangers qui ont une partie de leur parcours en France.
On voit de plus apparaître depuis une nouvelle forme d'exploitation intermédiaire entre train et tramway, le tram-train, dont les lignes transfrontalières entre Sarrebruck et Sarreguemines depuis 1997 et la ligne Mulhouse-Vallée de la Thur depuis 2010.

### Les exploitants

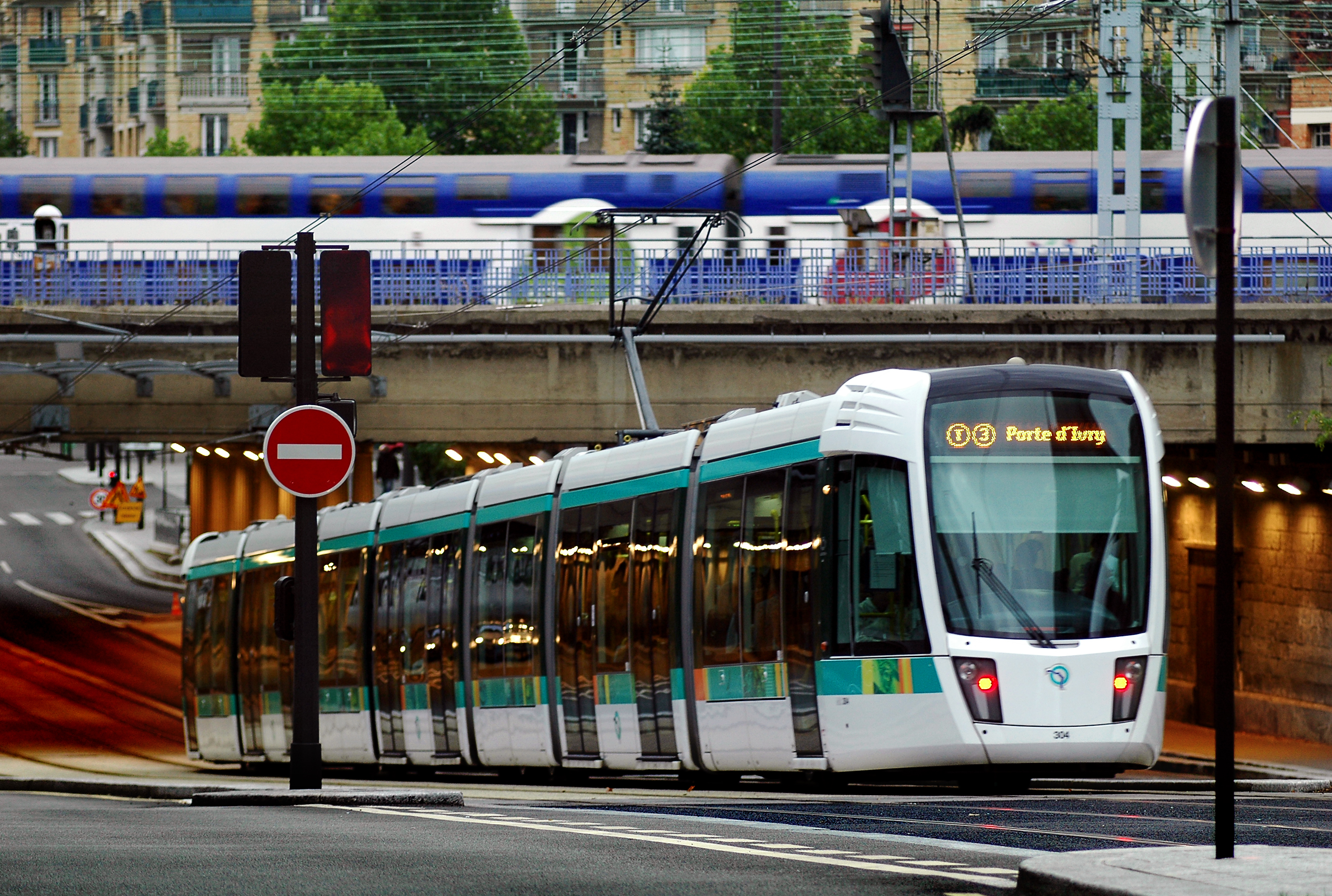
Une rame Citadis 402 du tramway T3a, sur le boulevard Lefebvre, près de la porte de Vanves à Paris, exploitée par la RATP. Elle passe sous une rame VB 2N circulant sur la ligne N du Transilien exploitée par la SNCF.

À Paris et en petite couronne, l'entreprise publique RATP est l'exploitant défini par la loi pour les réseaux de métros et de tramways depuis 1949. Depuis la loi SRU, la RATP est autorisée à intervenir dans l'exploitation de réseaux en province et à l'étranger. La SNCF exploite les trains de banlieue sur les lignes H, J, K, L, N, P, R et U du Transilien, ainsi que, en totalité, sur les lignes C, D et E du RER, partiellement sur les lignes A et B de ce réseau, ainsi que les tramways de la ligne T4 ; la ligne T11 Express est exploité par sa filiale Transkeo. La réalisation des services de transport font l'objet d'une convention avec Île-de-France Mobilités, établissement public à caractère administratif qui l'autorité organisatrice compétente pour organiser les services de transports publics dans la région Île-de-France.
À Marseille, l'exploitation des réseaux de métros et de tramways est effectuée par la RTM, un établissement public à caractère industriel et commercial de la Métropole Aix-Marseille-Provence. Par sa filiale RTM-TPE (Transports du Pays de l'Etoile) la RTM gère également l'exploitation du tramway d'Aubagne.
D'autres métropoles ou agglomérations de province ont fait le choix de la gestion directe de leur réseau de tramways par des établissements publics comme Nice, Toulouse, Strasbourg et Clermont-Ferrand.
Pour les autres, l'exploitation est confiées périodiquement par appels d'offres dans le cadre de délégations de service public. Trois principaux groupes se partagent ce marché :
Certaines entités étant des Sociétés d'Economie Mixte (SEM) : le groupe ne détenant qu'une minorité des parts, le reste étant détenu par un service public.
- Keolis (filiale à 70 % de la SNCF) : Lyon, Lille, Rennes, Bordeaux, Orléans, Dijon, Le Mans (SEM), Tours, Ligne T9 Île-de-France, Besançon, Caen, Rennes
- Transdev (filiale à 70 % de la Caisse des dépôts et consignations) : Nantes, Grenoble (SEM), Montpellier (SEM), Saint-Étienne, Rouen, Le Havre, Reims, Mulhouse (SEM), Besançon, CDGVAL.
- RATP Dev (filiale de la RATP) : Orlyval, Valenciennes, Brest et Angers.

## Les réseaux secondaires et touristiques

### Les réseaux secondaires
Les réseaux de chemins de fer secondaires sont des réseaux de transports guidés non urbains qui assurent un service public régulier de transport de personnes. Ils sont aujourd'hui au nombre de deux, constitués de lignes isolées à voie métrique. Ces lignes ne sont pas intégrées au réseau ferré national et ont été historiquement concédées par l’État à d'anciennes entreprises ferroviaires ou à des collectivités locales. De nos jours, ces réseaux jouent un rôle marginal, essentiellement dans le transport de voyageurs et entrent pour la plupart dans des usages touristiques.
Beaucoup de ces lignes ont été fermées dans les années 1950-1960 au service normal et certaines perdurent sous forme de trains touristiques. Les deux réseaux subsistants aujourd'hui sont :
- les chemins de fer de Provence, exploités par une régie du Conseil régional de Provence-Alpes-Côte d'Azur,
- les chemins de fer de la Corse, exploités par une société anonyme d'économie mixte locale (SAEML) détenue par la Collectivité de Corse (à hauteur de 55 %), les agglomérations de Bastia et d'Ajaccio, les deux chambres de commerce et SNCF Participations (à hauteur de 15 %).

### Les réseaux touristiques

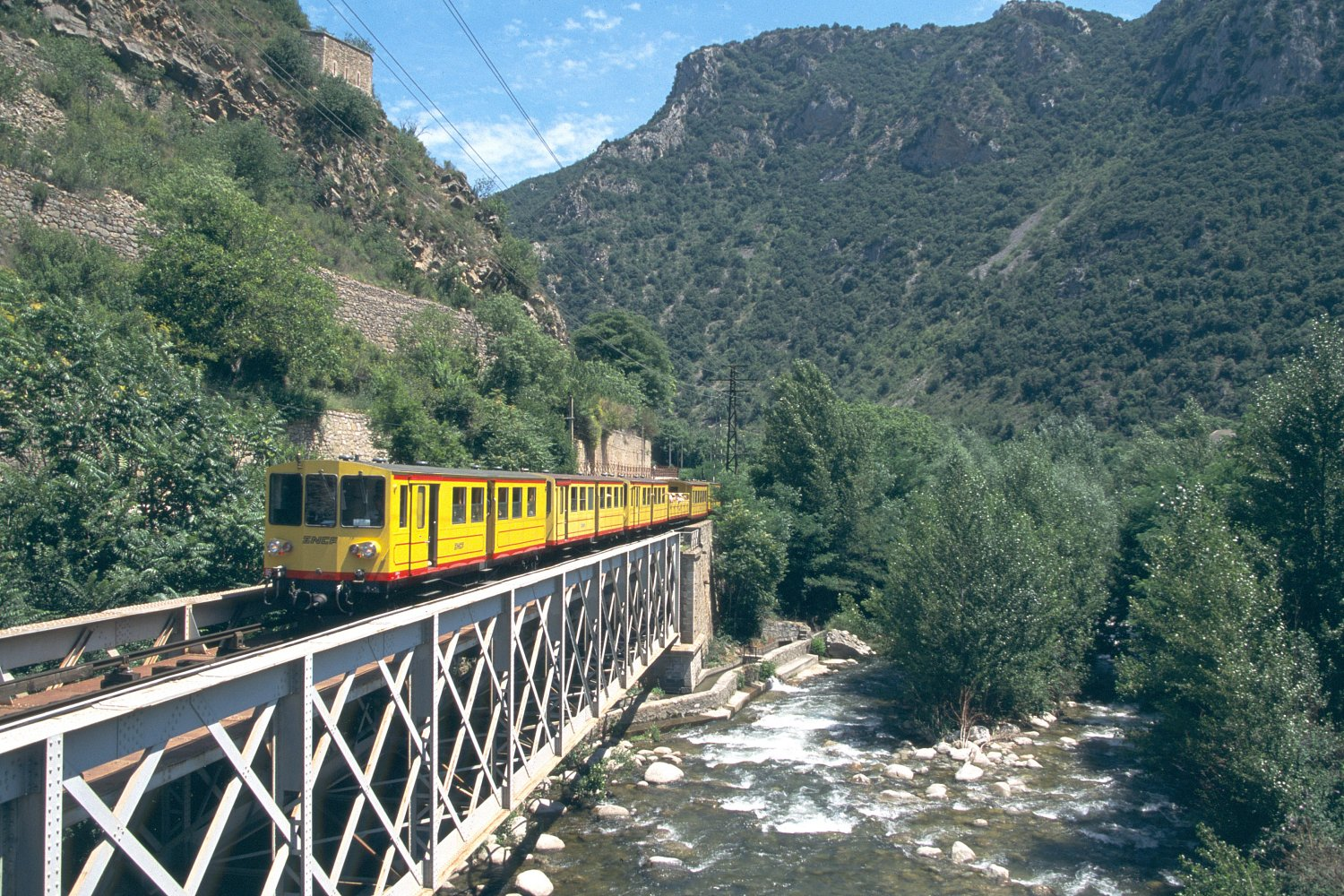
« Le Petit train jaune », train touristique circulant sur la ligne de Cerdagne dans les Pyrénées-Orientales.

Sur le plan économique c'est une activité qui relève du tourisme. Ils sont gérés par des entreprises et dans de nombreux cas par des associations, souvent de bénévoles. C'est aussi un loisir pour les membres des associations qui s'y consacrent.
La SNCF exploite également des lignes TER dites « touristiques » : ce sont des lignes TER qui traversent souvent des paysages intéressants, et où un tarif touristique est proposé.

## Le contexte réglementaire
Pour un article plus général, voir Droit du transport.

### Les organismes de contrôle et de régulation
- Le ministère des Transports est chargé notamment de délivrer les licences d'entreprises ferroviaires.
- Le Haut Comité du système de transport ferroviaire. Sa compétence est précisée par un décret du 30 avril 2015[23] "Le Haut Comité peut être consulté sur toute question d'importance relative aux grands enjeux stratégiques du système de transport ferroviaire national. Il veille à promouvoir la concertation de l'ensemble des parties prenantes du système de transport ferroviaire, notamment dans les domaines du développement coordonné des différents modes de transport dans une logique intermodale ainsi que de la mise en accessibilité aux personnes handicapées ou à mobilité réduite du matériel roulant, des quais et des gares. Il a pour mission d'éclairer le Gouvernement et le Parlement sur la situation du système ferroviaire national et ses évolutions envisagées ou prévisibles. Dans ses avis, il prend en compte tous les aspects juridiques, financiers, économiques, sociaux, environnementaux afin de proposer ou d'évaluer les grandes orientations de la stratégie nationale dans le domaine ferroviaire".
- L'autorité organisatrice des trains d'équilibre du territoire est chargée de l'organisation des TET.
- Le conseil supérieur du service public ferroviaire (CSSPF) est chargé de veiller à la bonne coordination du système ferroviaire français.
- L'établissement public de sécurité ferroviaire (EPSF) est chargé de veiller à l'application de réglementations de sécurité dans le domaine des transports ferroviaires.
- Les autorités organisatrices de transports — que sont les régions administratives — sont chargées par la loi de définir, et de financer partiellement, le service public de transport régional de voyageurs tant sur la route que sur le rail (pour les chemins de fer : les TER).
  - Île-de-France Mobilités (Anciennement Syndicat des transports d'Île-de-France ou STIF) joue le rôle d'autorité organisatrice pour la région Île-de-France.

À l'été 2009, devait se mettre en place l'Autorité de Régulation des Activités Ferroviaires (Araf), régulateur sectoriel des transports ferroviaires. Cette autorité aurait eu pour rôle de veiller au bon fonctionnement économique du transport par rail, une fois la SNCF mise en concurrence sur le transport de voyageurs.
En 2016, ce rôle est tenu par l'ARAFER.

### Les gestionnaires d'infrastructure
- SNCF Réseau, établissement public chargé de gérer, d'entretenir et de développer le réseau ferré national (environ 30 000 km en 2016) dont il est propriétaire. Il encaisse les redevances d'accès (péages) payées par les entreprises ferroviaires, mais l'activité reste déficitaire.
- Getlink, nouveau nom du groupe Eurotunnel[25], concessionnaire du tunnel sous la Manche ; la société a retrouvé l'équilibre après les déséquilibres survenus avec les travaux : le 2 août 2006 Eurotunnel a été placé sous procédure de sauvegarde par le tribunal de commerce de Paris, et en mars 2007, dans une nouvelle restructuration financière a eu lieu.
- TP Ferro, concessionnaire de la ligne à grande vitesse de Perpignan à Figueras, jusqu'à sa liquidation en 2016, en raison de la dette liée à la construction du tunnel que les redevances ne parvenaient pas à payer.

#### Redevances
| Le graphique qui aurait dû être présenté ici ne peut pas être affiché car il utilise l'ancienne extension Graph, désactivée pour des questions de sécurité. Des indications pour créer un nouveau graphique avec la nouvelle extension Chart sont disponibles ici . |
| Source : SNCF Réseau |

| Le graphique qui aurait dû être présenté ici ne peut pas être affiché car il utilise l'ancienne extension Graph, désactivée pour des questions de sécurité. Des indications pour créer un nouveau graphique avec la nouvelle extension Chart sont disponibles ici . |
| Source : SNCF Réseau |

| Le graphique qui aurait dû être présenté ici ne peut pas être affiché car il utilise l'ancienne extension Graph, désactivée pour des questions de sécurité. Des indications pour créer un nouveau graphique avec la nouvelle extension Chart sont disponibles ici . |
| Source : SNCF Réseau |

| Le graphique qui aurait dû être présenté ici ne peut pas être affiché car il utilise l'ancienne extension Graph, désactivée pour des questions de sécurité. Des indications pour créer un nouveau graphique avec la nouvelle extension Chart sont disponibles ici . |
| Source : SNCF Réseau |

### Les exploitants

Siège de la SNCF, rue du Commandant René Mouchotte à Paris

- SNCF Mobilités, établissement public chargé d'exploiter des services de transport de voyageurs et de marchandises sur le réseau ferré national. Titulaire d'une licence d'entreprise ferroviaire, elle est autorisée à exploiter ce type de services sur tous les réseaux de l'Union européenne, dans les limites de la réglementation en vigueur et des règles de réciprocité établies par les États.
- Les entreprises ferroviaires : outre la SNCF, toute entreprise ferroviaire titulaire d'une licence délivrée par un des pays membres de l'Union européenne est autorisée à exploiter des services de transport sur le réseau ferré français dans les conditions prévues par la législation européenne. Dans un premier temps cette ouverture est limitée au fret (Euro Cargo Rail, Europorte, Voies ferrées locales et industrielles, etc.) et pour les services internationaux (Thello) ; Tous les nouveaux « entrants » sur le marché ferroviaire sont réunis au sein de l'Union des transports publics et ferroviaires.

Après l'ouverture à la concurrence du transport ferroviaire de voyageurs fin 2020, l'opérateur ferroviaire alternatif Railcoop, basé à Figeac (Lot), lance en 2019 un projet de réouverture de la ligne de voyageurs Bordeaux-Lyon, prévue initialement fin 2022, puis reporté à la suite de difficultés pour réunir le financement nécessaire.
En 2022, les lignes de transport de voyageurs à grande vitesse sont ouvertes à la concurrence. La compagnie publique italienne Trenitalia est la première à mettre en place une offre de ce type avec deux fréquences quotidiennes sur Paris - Lyon - Milan au premier trimestre, puis une troisième sur Paris - Lyon en avril avant de passer à 5 allers-retours par jour en juin, avec le train Frecciarossa.
L'opérateur privé « Le Train » veut lancer un réseau intrarégional de lignes de TGV dans le Grand Ouest, avec une dizaine de rames TGV effectuant 50 fréquences quotidiennes reliant 11 villes entre elles, dont Rennes, Nantes, Tours, Poitiers, La Rochelle et Bordeaux. Les sillons horaires qui avaient été réservés à partir de décembre 2022, ne devraient pas être inaugurés avant la mi-2023. La principale difficulté rencontrée concerne l'acquisition de 8 à 10 rames de TGV.

## L'industrie ferroviaire
L'industrie ferroviaire française a réalisé en 2006 un chiffre d'affaires de 3,3 milliards d'euros.

### Constructeurs de matériel roulant

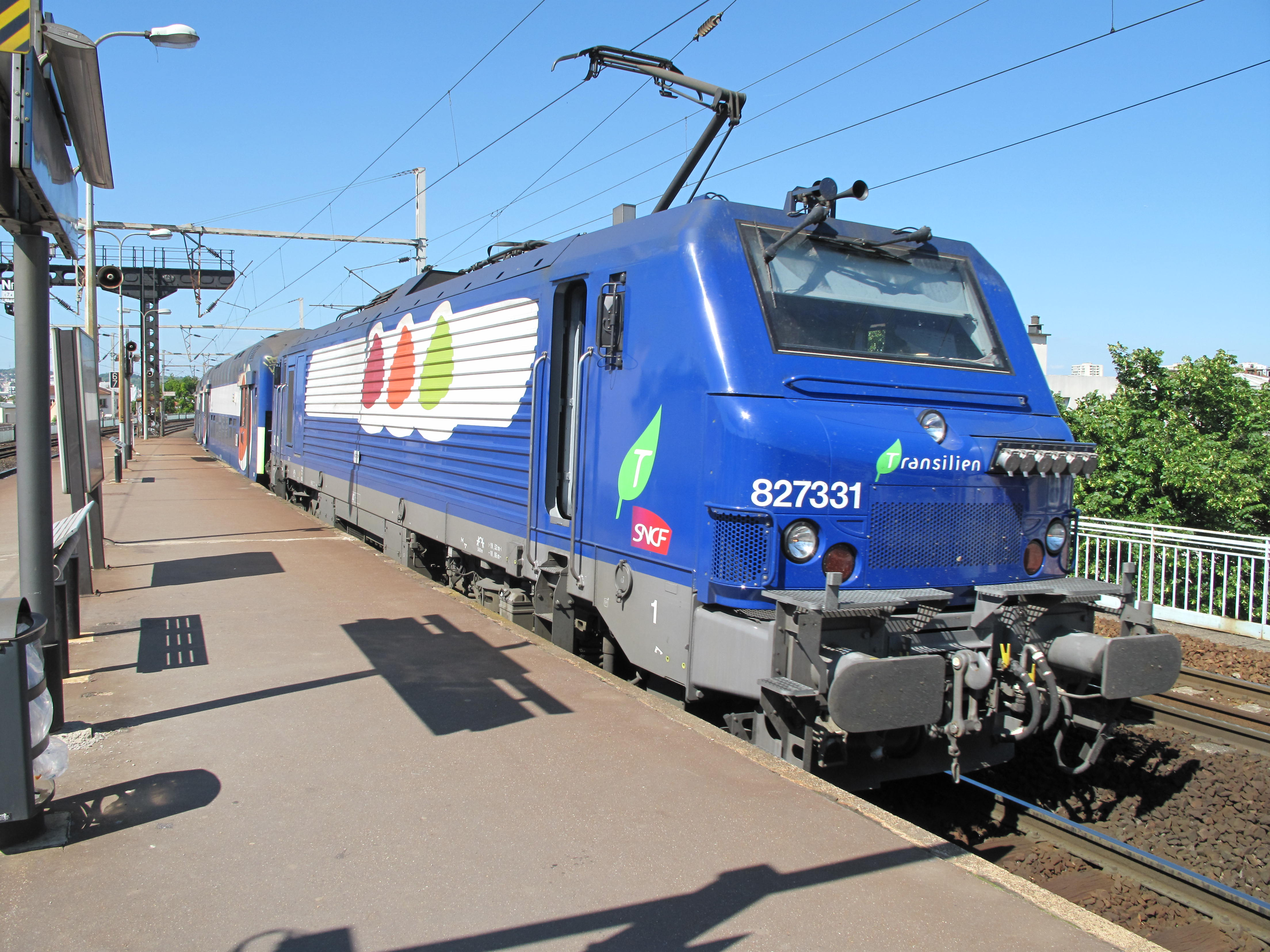
BB 27300, une motrice récente d'Alstom livrée à la SNCF.

Deux sociétés figurant parmi les leaders mondiaux se partagent l'essentiel du marché :
- Alstom Transport, société française dont le siège social se trouve à Saint-Ouen-sur-Seine (93) installée notamment à Belfort, à Petite-Forêt près de Valenciennes, à Aytré près de La Rochelle, au Creusot, à Villeurbanne près de Lyon, à Séméac près de Tarbes (anciennement Constructions électriques de France) et à Reichshoffen (anciennement De Dietrich Ferroviaire) ;
- Bombardier, groupe canadien qui a pris pied sur le marché français en reprenant fin 1989 les Ateliers de construction du Nord de la France (ANF) (usine à Crespin près de Valenciennes).

Bien que concurrents, ces deux groupes peuvent aussi travailler ensemble au sein de consortiums, comme c'est le cas pour le marché des rames MF 2000 de la RATP, ou bien sous-traiter réciproquement une partie des commandes.
Alstom Transport était le fournisseur historique, et quasi-exclusif jusqu'à une période récente, de la SNCF pour le matériel moteur, et l'est encore pour les trains à grande vitesse (TGV), et pour certains types de trains régionaux comme les nouveaux "Regiolis". Mais Bombardier est entré en force dans le marché avec la commande des autorails à grande capacité (AGC) en 1999 (700 rames) et celle des rames NAT pour le Transilien en 2006 (172 rames fermes plus 200 en option).
Alstom Transport a reçu des commandes récentes de trams-trains et d'automotrice TER, le renouvellement du parc TGV de 1re génération interviendra dans les prochaines années.
La société alsacienne Lohr Industrie produit le wagon Modalohr destiné au transport combiné ainsi que le tramway sur pneumatiques Translohr.

### Le TGV Postal
Le TGV postal est un train à grande vitesse (TGV) aux couleurs de La Poste française, en livrée jaune, qui circulait de nuit pour transporter une partie du courrier et des colis, entre Paris, Mâcon et Cavaillon. Ils sont construits en même temps que la famille des TGV Sud-Est.
Composé à l'origine de cinq demi-rames, le parc est augmenté d'une rame par la transformation d'une rame voyageurs du parc TGV Sud-Est.
Compte tenu de la baisse continue du trafic du courrier et de la concurrence routière, La Poste met fin à leur exploitation en 2015.

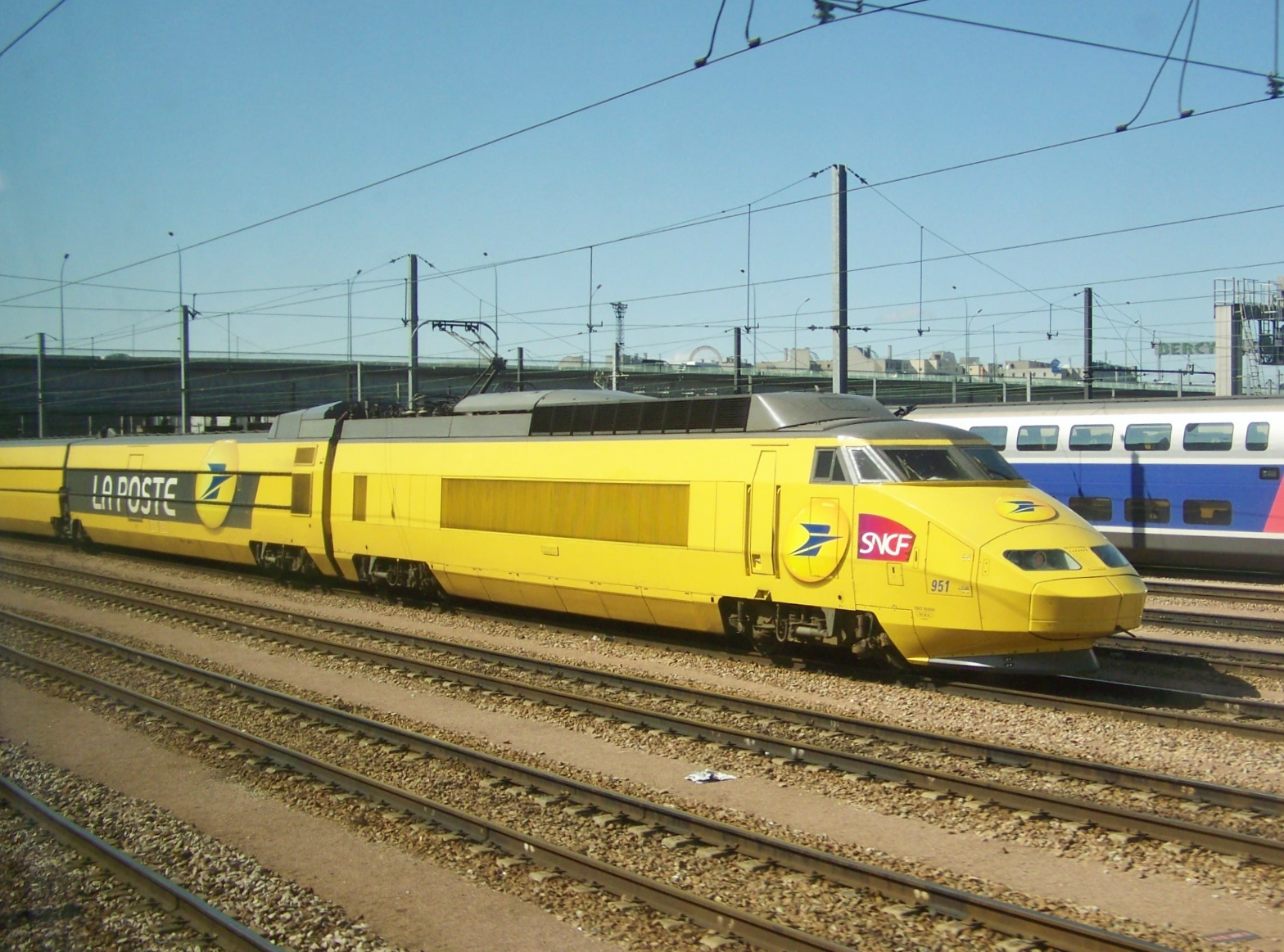
Le TGV Postal à Paris

Les TGV postaux effectuent leurs dernières circulations commerciales le samedi 27 juin 2015.